# Gerrhonotinae
Gerrhonotinae – podrodzina jaszczurek z rodziny padalcowatych (Anguidae). 

## Zasięg występowania
Podrodzina obejmuje gatunki występujące w Ameryce Północnej – od południowo-zachodniej Kanady przez zachodnie i południowe USA na południe po Panamę.

## Podział systematyczny
Do podrodziny należą następujące rodzaje:
- Abronia Gray, 1838
- Barisia Gray, 1838
- Desertum García-Vázquez, Nieto-Montes de Oca & Bryson Jr, 2022 – jedynym przedstawicielem jest Desertum lugoi (McCoy, 1970)
- Elgaria Gray, 1838
- Gerrhonotus Wiegmann, 1828